# L'equipatge
L'equipatge (títol original: The Package) és un thriller estatunidenc dirigit per Andrew Davis el 1989. Ha estat doblada al català. Destacar, una petita aparició del director Jack Gold en el paper de governador.

## Argument
El sergent Gallagher torna d'Alemanya amb un soldat presoner. El presoner s'escapa als banys de l'aeroport, i és el començament d'una recerca on Gallagher no té amics... perquè totes les autoritats militars semblen impedir-li  trobar el seu fugitiu, aparentment sense fer fàstics a l'ús de cap mitjà. Amb l'ajuda de la seva esposa de la qual és distant des de fa un cert temps, Gallagher  buscarà la raó d'aquesta conspiració.

## Repartiment
- Gene Hackman: Sargent Johnny Gallagher
- Joanna Cassidy: Eileen Gallagher
- Tommy Lee Jones: Thomas Boyette
- John Heard: Coronel Glen Whitacre
- Dennis Franz: Tinent Milan Delich
- Chelcie Ross: General Hopkins
- Marco St. John: Marth
- Pam Grier: Ruth Butler
- Kevin Crowley: Walter Henke
- Ron Dean: Karl Richards
- Thalmus Rasulala: El comandant dels serveis secrets